# Mycoblastaceae
Famille
Les Mycoblastaceae sont une petite famille de champignons lichénisés dont la définition continue à faire débat,. Il s'agit de lichens encroûtants,  associés à des algues vertes, présents dans toutes les régions du monde. Selon les auteurs, et surtout selon que le genre Tephromela lui est ou non subordonné, l'estimation du nombre d'espèces varie entre une dizaine et une cinquantaine.

## Liste des genres

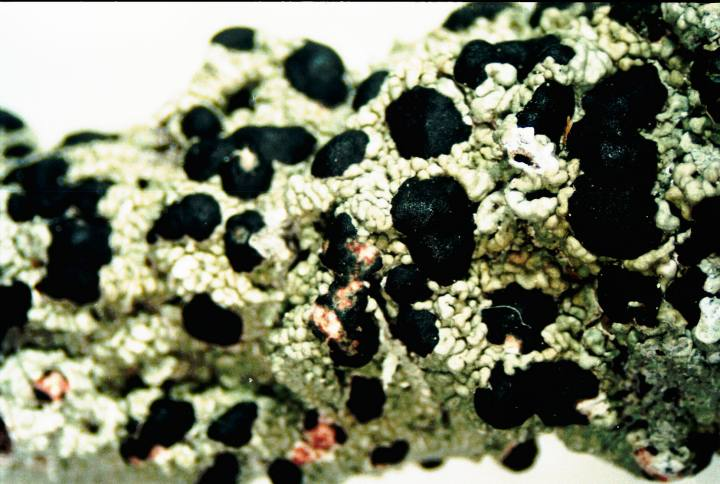
Mycoblastus sanguinarius, spécimen d'herbarium

Selon Myconet :
- Mycoblastus
- Tephromela